# Ogon, voda i... mednyje truby
Ogon, voda i... mednyje truby (russisk: Огонь, вода и… медные трубы) er en sovjetisk spillefilm fra 1968 af Aleksandr Rou.

## Medvirkende
- Natalja Sedykh — Aljonusjka
- Aleksej Katysjev — Vasja
- Georgij Milljar — Kosjjej
- Vera Altajskaja